# Football Club de Bex
 (mai 2022).
Le Football-Club de Bex est un club de football suisse, basé à Bex, fondé en 1902.

## Histoire
Le club évolue de façon consécutive en troisième division suisse entre les saisons 1996-1997 et 2007-2008.

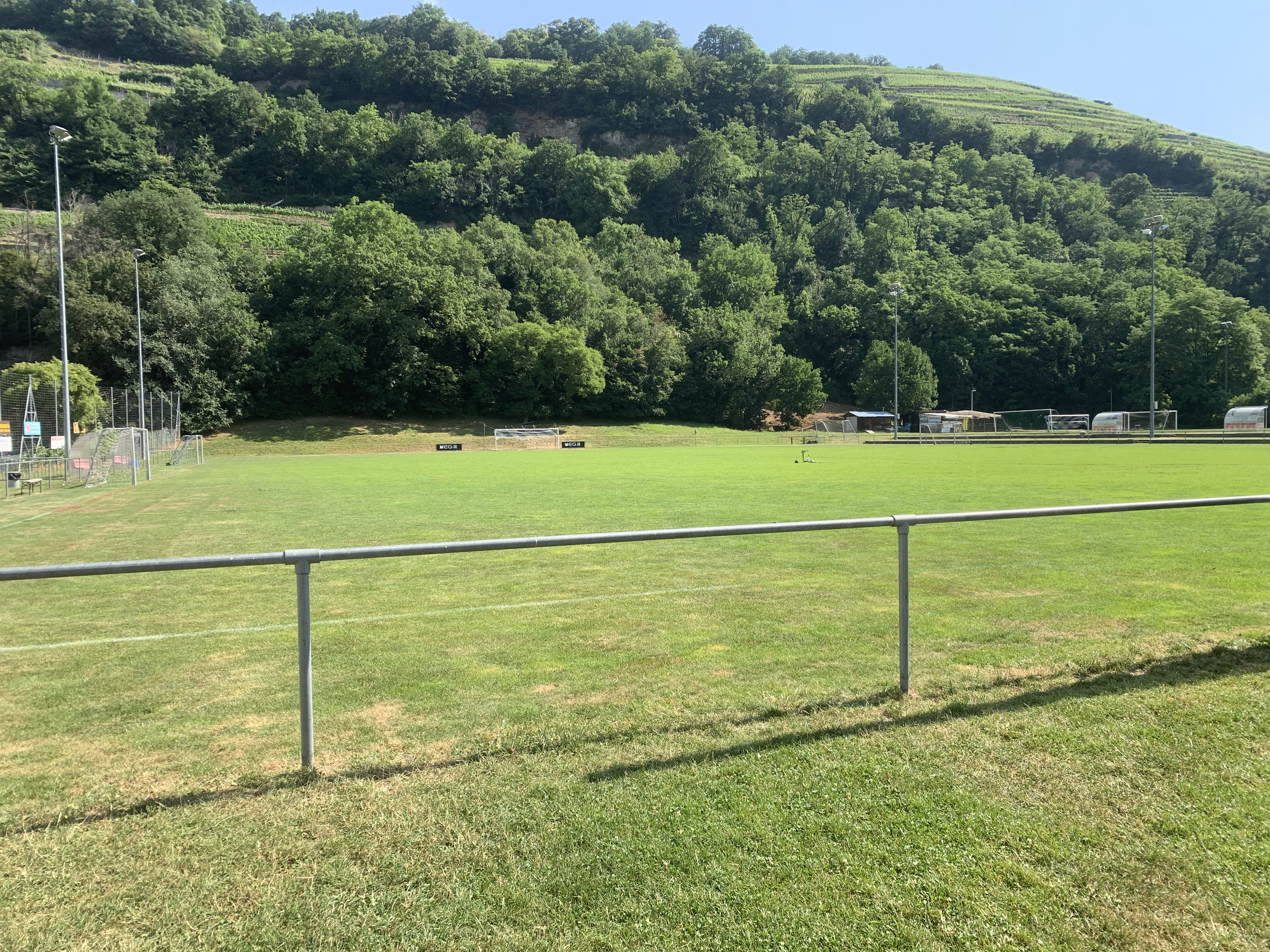
Stade du Relais à Bex, au pied des vignes.

## Personnalités du club

### Présidents[2]
| 1902 - Fondateur | Walter Bähler      |
| 1920 -           | Jean Pichard       |
| 1925 - 1927      | Constant Bucher    |
| 1927 - 1927      | Emile Fleuti       |
| 1927 - 1928      | Paul Marx          |
| 1928 - 1928      | Marius Montangero  |
| 1928 - 1929      | Constant Bucher    |
| 1929 - 1929      | Joseph Dupont      |
| 1929 - 1933      | Paul Marx          |
| 1933 - 1937      | Boris Vassaux      |
| 1937 - 1938      | Frédéric Bender    |
| 1938 - 1941      | Marcel Gyger       |
| 1941 - 1943      | Bernard Felli      |
| 1943 - 1950      | Charles Sollberger |
| 1950 - 1951      | Bernard Felli      |
| 1951 - 1963      | Joseph Dupont      |
| 1963 - 1965      | Alfred Rod         |
| 1965 - 1966      | Daniel bochud      |
| 1966 - 1969      | Edmond Cherix      |
| 1969 - 1971      | Even Gabriel       |
| 1971 - 1974      | Pierre Deleury     |
| 1974 - 1976      | Jean-Pierre Croset |
| 1976 - 1979      | Rolf Faiglé        |
| 1979 - 1990      | Louis Max          |
| 1990 - 1992      | Serge Bordogna     |
| 1992 - 1999      | Pierre Deleury     |
| 1999 - 2000      | Detlev Doll        |
| 2000 - 2007      | Pierre Ruggiero    |
| 2007 -           | Vincenzo Antonelli |

### Anciens joueurs
- Chadrac Akolo (junior)
- Salim Khelifi (junior)
- Benjamin Kololli (junior)
- Lionel Moret